# Сафонов Данило Артемович
Данило Артемович Сафонов (нар. 21 лютого 2002, Краматорськ, Донецька область, Україна) — український футболіст, центральний захисник «Краматорська».

## Життєпис
Народився в Краматорську, Донецька область. У ДЮФЛУ виступає за місцевий «Краматорськ».
З весни 2021 року почав тренуватися з першою командою краматорчан. У дорослому футболі дебютував 7 травня 2021 року в переможному (2:1) домашньому поєдинку 25-го туру Першої ліги України проти луцької «Волині». Данило вийшов на поле на 90-й хвилині, замінивши Євгена Трояновського. Першим голом у професіональному футболі відзначився 26 травня 2021 року на 90+4-й хвилині програного (1:2) домашнього поєдинку 28-го туру Першої ліги України проти київської «Оболоні». Сафонов вийшов на 88-й хвилині, замінивши Олександр Чебаненка.